# 1923 год в СССР

## Январь
- 25 января — В газете «Правда» опубликована статья Ленина «Как нам реорганизовать Рабкрин»

## Февраль
- 9 февраля — основана авиакомпания «Аэрофлот»[1]. Крупнейшая авиакомпания в мире до 1991 года.
- 27 февраля — приказом за подписью Дзержинского Николаевская железная дорога переименована в Октябрьскую[2]

## Март
- 14 марта — Выход первого номера газеты «Растдзинад» (на осетинском языке)[3]. Газета выходит и в наши дни (5 номеров в неделю).

## Апрель
- 5 апреля — советское Правительство нотой заявляет о непризнании решения парижской конференции послов о закреплении за Польшей Вильнюса и части литовской территории
- 17—25 апреля — XII съезд РКП(б)[4]

## Май
- 8 мая — министр иностранных дел Великобритании Джордж Натаниэл Кёрзон направил правительству СССР меморандум, известный как ультиматум Керзона
- 10 мая — в Лозанне бывшим офицером армии П. Н. Врангеля Морисом Конради застрелен представитель РСФСР, советских Украины и Грузии на Лозаннской конференции Вацлав Воровский

- 11 мая — правительство СССР отвергло ультиматум Керзона Дипломатическая переписка между двумя правительствами продолжалась до 18 июня
- 29 мая — представители Российского Общества Красного Креста подписали декларацию «О создании Союза обществ Красного Креста и Красного Полумесяца». Целью создания союза являлось оказание в мирное время помощи пострадавшим от стихийных бедствий, предупреждение различного рода заболеваний, в военное время — оказание помощи больным и раненым воинам, а также пострадавшему от войны населению; содействие органам здравоохранения в проведении профилактических и санитарно-оздоровительных мероприятий.
- 30 мая — Образована Бурят-Монгольская АССР в составе РСФСР, которая была преобразована в Бурятскую АССР в 1958 году. С 1992 года Бурятия — республика в составе Российской Федерации.

## Июнь
- 19 июня — капитулировали остатки белых войск Пепеляева на побережье Охотского моря. Фактическое завершение Гражданской войны в России
- 27 июня — Бой за перевал Аира
- Распущено Московское археологическое общество

## Июль
- 6 июля — ЦИК СССР утвердил первый Герб СССР[5]
- 7 июля — образована Нагорно-Карабахская автономная область в составе Азербайджанской ССР[6]
- 16 июля — последние незначительные боестолкновения гражданской войны
- 17 июля — бой у кишлака Аблык[7]
- 25 июля — Карельская трудовая коммуна (автономное областное объединение) получила статус автономной республики Карелия в составе РСФСР

## Август
- 1 августа — СССР присоединился к Конвенции о режиме проливов от 24 июля 1923 года
- 15 августа — первый полёт первого советского истребителя И-1
- 19 августа
  - Открылась Всероссийская сельскохозяйственная и кустарно-промышленная выставка, проходившая на месте парка им. Горького в Москве. Выставка являлась предшественником ВДНХ.
  - Первое советское научно-исследовательское судно, «Персей» вышло в свой первый рейс.
- 28 августа — Реввоенсовет РСФСР преобразован в Революционный военный совет СССР

## Октябрь
- 1 октября — прекращено движение парового трамвая в городе Старая Русса
- 8 октября — письмо Льва Троцкого членам ЦК и ЦКК РКП(б)
- 10 октября — в Москве открылся конгресс представителей крестьянский организаций мира, на котором учреждён Международный крестьянский совет или Крестьянский интернационал (Крестинтерн)
- 13 октября — создан Соловецкий лагерь принудительных работ
- 21 октября — первый полёт самолёта АНТ-1 конструкции А. Н. Туполева
- 29 октября — перепись городского населения СССР

## Ноябрь
- 15 ноября — создано ОГПУ при СНК СССР

## Декабрь
- 6 декабря — вышел первый номер газеты «Вечерняя Москва»[8]

## Без точной даты
- Государственный банк РСФСР преобразован в Государственный банк СССР[9]

## В спорте
- 18 апреля — создано спортивное общество Динамо[10]

## Умерли
- 18 октября — Александр Николаевич Лодыгин, русский электротехник, изобретатель лампы накаливания